# Moonaya
Moonaya est une rappeuse bénino-sénégalaise, née le 10 octobre 1983. Connue pour son flow, ses textes acérés et poétiques, elle est membre des Artistes Unis pour le Rap Africain (AURA) au sein duquel elle représente son pays natal, le Bénin. 

## Biographie

### Enfance
Née le 10 octobre 1983 à Cotonou, Moonaya, de son vrai nom Awa Mounaya Yanni aka Moonaya, est une artiste béninoise d'origine sénégalaise, qui fait ses premiers pas dans le Hip Hop en 2001 au Bénin. Cette aventure musicale commence dans son cercle familial avec un père, musicien mais aussi mécène qui accueille dans la maison familiale à Cotonou des artistes célèbres tels que le groupe Kassav, Rochero et Milia Bell, Aïcha Koné ou Edou Bokandé. Influencée dans son enfance par des styles musicaux tels le ragtime, le rhythm & blues, la soul, la variété africaine et la musique du monde, Moonaya choisit finalement le Hip Hop comme expression privilégiée de sa créativité musicale,.

### Carrière
Juriste de formation, Moonaya concilie études et musique. En 2005, elle s'installe à Dakar pour ses études. Depuis, Moonaya participe à plusieurs festivals tels que Hip Hop Awards, Banlieue Rythme, Afrikakeur, Fête de la Musique, 72H Hip Hop ou Waga Hip Hop et figure sur différentes mixtapes et albums comme ceux de Boudor (Negrissim') ou Biba (Bideew bou bess). Elle sort finalement son premier album en 2009, A Fleur 2 Mo' dans lequel elle propose une ambiance musicale qui va du hip hop aux musiques actuelles comme le coupé-décalé, le dancehall, et autres fonds sonores plus doux et feutrés.
En 2006, elle rejoint le groupe de hip-hop ouest-africain AURA en représentante du Bénin. Dans la comédie musicale d'AURA, Moonaya interprète le rôle d'une jeune fille travaillant comme vendeuse de fruits dans la rue. Par ailleurs, Moonaya participe en 2009 au projet "Answers Solutions Knowledge", une campagne de sensibilisation contre le VIH/SIDA initiée par AIESEC Sénégal en collaboration avec l'UNESCO-BREDA et pour laquelle elle devient formatrice. Moonaya est l'un des exemples de la manière dont le hip-hop, l'engagement social et l'activisme restent intrinsèquement liés dans l'esprit d'artistes africains.

## Discographie
- 2009 : A fleur 2 Mo

## Distinction
- 2017 : Médaillée d’argent des huitièmes Jeux de la Francophonie